# Karel de Eenvoudige
Karel III, bijgenaamd de Eenvoudige of in Latijn Carolus Simplex (17 september 879 - Péronne, 7 oktober 929), uit het Karolingische Huis, was koning van West-Francië van 898 tot 922 en koning van Lotharingen van 911 tot 923. Hij heeft zijn bijnaam gekregen omdat hij altijd gewoon simpel en duidelijk was in communicatie, niet omdat hij dom zou zijn.

## Biografie

### Weg naar het koningschap
Karel werd geboren als een postume zoon van Lodewijk II de Stamelaar en diens tweede echtgenote Adelheid van Parijs. Door zijn jonge leeftijd, de twijfels over de geldigheid van het huwelijk van zijn ouders (wegens mogelijke bloedverwantschap) en doordat politieke tegenstanders geruchten verspreidden dat Lodewijk helemaal zijn vader niet was, werd hij in eerste instantie gepasseerd voor het koningschap. Eerst koos men in 882 voor Karel III van Oost-Francië en in 888 werd er een koning gekozen die geen Karolinger was: Odo, graaf van Parijs.
Karel verbleef in zijn jongste jaren veilig aan het hof van de machtige hertog Ranulf II van Poitiers. Op 28 januari 893 werd de dertienjarige Karel, met steun van Arnulf van Karinthië, door bisschop Fulco van Reims, Herbert I van Vermandois en Pepijn van Senlis, in Reims tot tegenkoning uitgeroepen. Maar toen Arnulf korte tijd later de kant van Odo koos, werd Karels positie onhoudbaar. In 895 moest Karel naar Bourgondië vluchten. Door Zwentibold van Lotharingen werd er echter een overeenkomst bemiddeld: Karel erkende Odo als koning, en Odo wees Karel aan als zijn opvolger. In 896 hield Karel nog een bespreking met de koningen Lambert van Italië en Rudolf I van Bourgondië te Remiremont. Na de dood van Odo op 1 januari 898 werd Karel, zoals overeengekomen, koning van West-Francië. Hij had echter weinig macht, de hertogen en de belangrijke graven waren stuk voor stuk praktisch onafhankelijk en machtiger dan hun koning.

### Politiek succes
De aanvallen van Vikingen waren een steeds terugkerend probleem in West-Francië. Maar toen de Vikingen in 911 de stad Chartres belegerden werden ze verslagen door Ebalus van Aquitanië, Richard I van Bourgondië en Robert van Parijs. Karel sloot daarop het akkoord van Saint-Clair-sur-Epte met de Vikingleider Rollo. De locatie van Saint-Clair-sur-Epte was gekozen omdat het in Neustrië halverwege Parijs en de kust lag. Als onderdeel van het verdrag werd aan Rollo het gebied dat later het hertogdom Normandië zou vormen, in leen gegeven. In ruil zou hij de toegang tot de Seine verdedigen tegen aanvallen door andere Vikingen.
In 911 werd Karel ook in Lotharingen tot koning uitgeroepen omdat de Lotharingse edelen, na het overlijden van de Duitse koning Lodewijk IV het Kind, de keuze van de nieuwe Duitse koning (hertog Koenraad I van Frankenland), niet wilden steunen. Daarna noemt Karel zichzelf "rex Francorum" (koning van de Franken), en sprak daarmee de pretentie uit dat hij koning van het gehele oude Frankische Rijk zou moeten zijn. In 912 leverde Karel drie veldslagen tegen Koenraad, die Lotharingen niet wilde opgeven, en veroverde de Elzas.

### Achteruitgang
In het jaar 915 overleden Reinier I van Henegouwen en bisschop Radbod van Trier. Na het wegvallen van deze twee machtige edelen dacht Karel de autonomie van Lotharingen te kunnen inperken, maar wegens de weerstand van de Lotharingse adel kon hij zijn plannen niet doorvoeren. Als gevolg daarvan ging Karel steeds meer vertrouwen op zijn Lotharingse adviseur Haganon, mogelijk een neef van hem. Maar in West-Francië leidde de steeds grotere invloed van Haganon tot weerstand. In 919 vielen de Hongaren Karels koninkrijk binnen maar zijn vazallen negeerden zijn oproep om een gezamenlijk leger te vormen. In 920 werd Karels positie zo benauwd dat hij zijn toevlucht moest zoeken bij de bisschop van Reims. Giselbert II van Maasgouw verklaarde Lotharingen onafhankelijk van Karel maar uiteindelijk wist Karel de macht over Lotharingen te behouden wat blijkt uit het feit dat hij nog in 920 in staat was om een nieuwe bisschop van Luik te benoemen. Datzelfde jaar probeerde Karel nog te profiteren van het overlijden van koning Koenraad door een veldtocht naar het Oost-Frankische Rijk op te zetten. Hij kwam echter niet verder dan Worms. Op 11 november 921 moest Karel in Bonn een verdrag sluiten met Hendrik de Vogelaar waarbij de bestaande grenzen werden bevestigd en de koningen elkaar als gelijkwaardig erkenden - hoewel Hendrik geen Karolinger was.

### Verlies van het koningschap
In 922 schonk Karel de abdij van Chelles aan Haganon. Dit klooster was traditioneel aan de hoge adel en de koningen verbonden, en daarom was deze schenking onverteerbaar voor de West-Frankische adel. Er brak een opstand uit en Robert van Parijs (broer van Odo) werd gekozen tot tegenkoning. Na enkele korte gevechten rond Reims en Laon moest Karel naar Lotharingen vluchten. Daar verzamelde hij een leger om tegen Robert te vechten. De schenking op 15 juni 922 van goederen te Egmond aan de Friese graaf Dirk I moet waarschijnlijk in dit licht worden gezien. Op 15 juni 923 werd Karel verslagen in een veldslag bij Soissons, hoewel Robert werd gedood. Roberts schoonzoon Rudolf I van Frankrijk werd gekozen tot koning. Karel werd uitgenodigd voor onderhandelingen in Saint-Quentin (Aisne) maar werd daar door Herbert II van Vermandois (een Karolinger maar zwager van de dode koning Robert) gevangengenomen en opgesloten in Péronne (Somme). Karels vrouw Eadgifu vluchtte met haar zoon naar haar familie in Engeland. In 928 werd Karel nog voor korte tijd vrijgelaten omdat dit paste in de politieke doelen van Herbert, maar daarna weer opgesloten. Karel overleed het jaar daarop in gevangenschap en werd begraven in de St Fursy te Péronne.

## Huwelijken en kinderen
Karel huwde (in april 907) met Frederune (? - 10 februari 917), dochter van Godfried III van Lotharingen en Irmintrud van Ringelheim (mogelijk een zus van Mathilde van Ringelheim). Ze had als broers Ansfried I van Lotharingen; Ruotbert de bisschop van Châlons-en-Champagne en Wichpert (Guibertus), de stichter van Glembloers. Zij kreeg tijdens haar huwelijk met Karel de volgende kinderen:
- Ermentrudis, gehuwd met Godfried, paltsgraaf van Lotharingen
- Frederuna
- Adelheid, gehuwd met Rudolf II van Vexin
- Gisela, gehuwd met de Vikingaanvoerder Rollo
- Rotrude
- Hildegarde

Later trouwde hij (917 - 919) met Eadgifu van Engeland (ook Hedwig van Wessex genaamd), dochter van Eduard de Oudere. Uit dit huwelijk is geboren:
- Lodewijk van Overzee (920 - 954), gehuwd met Gerberga van Saksen (914 - 984).

Zijn weduwe hertrouwde in 951 met Herbert de Oude van Vermandois.
Bij verschillende minnaressen had Karel de volgende kinderen:
- Arnulf
- Drogo
- Rorico (? - 20 december 976), bisschop van Laon, begraven in de St. Vincent te Laon
- Alpais

## Voorouders
| Voorouders van Karel de Eenvoudige (879-929) | Voorouders van Karel de Eenvoudige (879-929)                        | Voorouders van Karel de Eenvoudige (879-929)                        | Voorouders van Karel de Eenvoudige (879-929)                        | Voorouders van Karel de Eenvoudige (879-929)                        | Voorouders van Karel de Eenvoudige (879-929)                        | Voorouders van Karel de Eenvoudige (879-929)                        | Voorouders van Karel de Eenvoudige (879-929)                        | Voorouders van Karel de Eenvoudige (879-929)                        |
| -------------------------------------------- | ------------------------------------------------------------------- | ------------------------------------------------------------------- | ------------------------------------------------------------------- | ------------------------------------------------------------------- | ------------------------------------------------------------------- | ------------------------------------------------------------------- | ------------------------------------------------------------------- | ------------------------------------------------------------------- |
| Overgrootouders                              | Lodewijk de Vrome (778-840) ∞ 819 Judith van Beieren (805-843)      | Lodewijk de Vrome (778-840) ∞ 819 Judith van Beieren (805-843)      | Odo van Orléans (780-834) ∞ Engeltrude van Parijs (-)               | Odo van Orléans (780-834) ∞ Engeltrude van Parijs (-)               | Wulfhard van Angoulême (–) ∞ Suzanna van Toulouse (-)               | Wulfhard van Angoulême (–) ∞ Suzanna van Toulouse (-)               | ? (-) ∞ ? (-)                                                       | ? (-) ∞ ? (-)                                                       |
| Grootouders                                  | Karel de Kale (823-877) ∞ 842 Ermentrudis van Orléans (830-869)     | Karel de Kale (823-877) ∞ 842 Ermentrudis van Orléans (830-869)     | Karel de Kale (823-877) ∞ 842 Ermentrudis van Orléans (830-869)     | Karel de Kale (823-877) ∞ 842 Ermentrudis van Orléans (830-869)     | Adalhard van Parijs (830-890) ∞ ? (-)                               | Adalhard van Parijs (830-890) ∞ ? (-)                               | Adalhard van Parijs (830-890) ∞ ? (-)                               | Adalhard van Parijs (830-890) ∞ ? (-)                               |
| Ouders                                       | Lodewijk de Stamelaar (846-879) ∞ 875 Adelheid van Parijs (853-901) | Lodewijk de Stamelaar (846-879) ∞ 875 Adelheid van Parijs (853-901) | Lodewijk de Stamelaar (846-879) ∞ 875 Adelheid van Parijs (853-901) | Lodewijk de Stamelaar (846-879) ∞ 875 Adelheid van Parijs (853-901) | Lodewijk de Stamelaar (846-879) ∞ 875 Adelheid van Parijs (853-901) | Lodewijk de Stamelaar (846-879) ∞ 875 Adelheid van Parijs (853-901) | Lodewijk de Stamelaar (846-879) ∞ 875 Adelheid van Parijs (853-901) | Lodewijk de Stamelaar (846-879) ∞ 875 Adelheid van Parijs (853-901) |